# Adekvátní
Adekvátní (z lat. ad-aequatio, při-rovnání) znamená přiměřený, odpovídající zamýšlenému účelu nebo skutečnosti. Prostředek může být adekvátní cíli a poznání může být adekvátní skutečnosti. V tomto druhém případě znamená adekvátní tolik co "správný" nebo "pravdivý". Opak je neadekvátní – nepřiměřený, nemístný.

## Ve filosofii
"Adekvátní systém (obraz, poznatek) je takový, který pravdivě a úplně odpovídá svému předmětu, originálu." Oproti jednodušším vztahům rovnosti nebo totožnosti, které lze uplatnit jen na předměty téhož druhu, se jako "adekvátní" označují vztahy například výpovědi a předmětu nebo obrazu a originálu. Adekvátnost někdy připouští i stupňování: vztah může být více nebo méně adekvátní.
- Ve filosofii B. Spinozy je adekvátní idea, která se shoduje se svým předmětem.[1] Adekvátní příčina je taková, která je určitému jevu "přiměřená" a může jej sama vysvětlit, čili příčina dostatečná. Naproti tomu neadekvátní je příčina částečná, která daný důsledek sama vysvětlit nemůže.[2] Adekvátní idea je taková, kterou lze myslet i bez vztahu k nějakému předmětu.
- Podobně se ve fenomenologii E. Husserla rozlišuje mezi adekvátní (přiměřenou) a apodiktickou (naprostou) evidencí.
- V moderní logice se systém nazývá adekvátní, pokud je současně úplný a správný.[1]

## Adekvace
Na představě adekvace jako přiměřenosti či shody je založena nejrozšířenější, tzv. adekvační teorie pravdy:
„Pravda je shoda (adaequatio) skutečnosti a poznání.“ (Tomáš Akvinský)
Někdy se nazývá také korespondenční teorie, protože podle ní myšlenka odpovídá čili koresponduje se skutečností.